# 다윈의 악몽
다윈의 악몽(Darwin's Nightmare)은 스웨덴에서 제작된 휴베르트 소퍼 감독의 2004년 다큐멘터리 영화이다. 바바라 앨버트 등이 제작에 참여하였다.
이 영화는 2004년 베네치아 국제 영화제에서 초연되었으며 2006년 제78회 아카데미상의 아카데미 장편 다큐멘터리상 후보로 올랐다. 보스턴 글로브는 이 영화를 "동물 세계에서 올해 최고의 다큐멘터리"로 불렀다.